# Lucas Piazon
Gustavo Lucas Domingues Piazon, noto semplicemente come Lucas Piazon (San Paolo, 20 gennaio 1994), è un calciatore brasiliano, con passaporto italiano, attaccante o ala del Wieczysta Cracovia.

## Biografia
Lucas Domingues Piazon nasce a San Paolo, in Brasile, da Antonio Carlos Piazon, rappresentante commerciale di origine venete, e Marizabel Domingues, avvocatessa.
Con il trasferimento nel Paraná, all'età di 8 anni comincia a mostrare le sue abilità sportive.
Dopo un breve interesse per il Calcio a 5, come era stato anche per Ronaldinho e Zico, e il tesseramento nella sua prima società, il Coritiba, a 11 anni avviene il passaggio al calcio su erba.

## Caratteristiche tecniche
Paragonato in giovane età a Kaká, è un giocatore molto tattico, abile nei calci piazzati e nelle punizioni.

## Carriera

### Club

#### Giovanili
Piazon comincia la sua carriera professionale con il Coritiba. Diventa capocannoniere in ogni torneo nel quale partecipa e nel 2007 si trasferisce in un club più vicino, l'Atlético Paranaense. Grazie anche alle sue prestazioni, il club di Curitiba raggiunge la finale della U-15 Copa do Brasil nel 2008, persa poi contro il San Paolo. Proprio quest'ultima società lo preleva a 14 anni: Piazon lascia così la famiglia per aggregarsi alla sua nuova squadra. Nel mese di maggio guida la sua squadra attraverso le qualificazioni brasiliane per la Manchester United Premier Cup, impresa che gli vale anche la prima convocazione in Nazionale Under-15. Volati a Manchester per disputare il torneo, nella fase a gironi Piazon segna un gol nel 3-0 in cui il San Paolo si impone proprio sul Manchester United: in seguito il club brasiliano vincerà anche il trofeo battendo in finale il Werder Brema.

#### Chelsea
Nei primi mesi del 2011, il Chelsea si assicura il cartellino di Lucas Piazon grazie ad un pre-accordo contrattuale. Il 15 marzo 2011 il San Paolo annuncia che il giocatore avrebbe potuto giocare con la prima squadra del Chelsea solo a partire dal 20 gennaio 2012, cioè al compimento del suo diciottesimo compleanno, grazie a un visto di lavoro, ma che nonostante ciò si sarebbe potuto unire al club inglese a partire dalla finestra estiva di calciomercato e aggregarsi inizialmente alla squadra riserve. Dieci giorni più tardi viene annunciato il superamento delle visite mediche a Londra e il pagamento per il cartellino al club brasiliano di 5 milioni di sterline (7,5 milioni di euro), con un bonus di ulteriori 5 milioni di sterline legato a svariate clausole.
Dopo aver debuttato con le Reserves contro il Fulham, segna il suo primo gol con il Chelsea nella vittoria esterna contro l'Arsenal, riuscendo a essere decisivo con due gol in cinque partite per le riserve e un gol in sei partite per le giovanili. Infine riesce a conquistare la FA Youth Cup contro il Blackburn, il 9 maggio 2012.
Il 20 gennaio 2012 ottiene, grazie al raggiungimento della maggiore età, il visto lavorativo, a cui seguono un prolungamento del contratto con il Chelsea fino al 2017 e una maglia in prima squadra con il numero 35. Le prime convocazioni ufficiali avvengono il 31 gennaio e il 5 febbraio 2012 contro lo Swansea City (1-1) e il Manchester United (3-3): in entrambe le occasioni Piazon non riesce a fare il suo debutto in Premier League, rimanendo sempre in panchina.
Il 10 maggio dello stesso anno, viene insignito del premio di Miglior Giocatore Giovane del Chelsea per l'anno 2012. Ottiene una terza convocazione nell'ultima giornata di campionato contro il Blackburn (2-1).
Durante la preparazione estiva pre-stagionale parte con la squadra per un tour negli Stati Uniti, dove, sotto la guida del neo-allenatore Roberto Di Matteo, disputerà alcuni match con altre big europee e squadre locali: il giovane talento brasiliano debutta nella partita vinta per 4-2 sui Seattle Sounders, segna il suo primo gol con la casacca dei Blues nel pareggio per 1-1 allo Yankee Stadium contro il Paris Saint-Germain e gioca infine nella partita persa per 3-2 contro nel MLS All-Star Game. Viene sostituito per tutti i novanta minuti da Fernando Torres nella successiva sfida persa per 1-0 contro il Milan.
Piazon viene inserito nella lista di 22 giocatori per la UEFA Champions League e fa il suo debutto ufficiale con il Chelsea il 25 settembre 2012 nella partita di Carling Cup vinta per 6-0 contro il Wolverhampton (contribuendo con un assist al gol di Ryan Bertrand). Gioca anche la seconda partita stagionale del Chelsea in Coppa di Lega, la vittoria per 5-4 ai tempi supplementari contro il Manchester United. Debutta infine anche in Premier League nella vittoria per 8-0 sull'Aston Villa, sostituendo Juan Manuel Mata nel secondo tempo: nei minuti finali dell'incontro è autore dell'assist per il primo gol di Ramires e, sul risultato di 7-0, sbaglia un calcio di rigore.

#### Malaga
Il 15 gennaio 2013 viene ceduto in prestito al Málaga, in Liga, fino al termine della stagione. Esordisce col Malaga nella partita di ritorno di Coppa del Re disputata contro il Barcellona, entrando in campo al 79' al posto di Sebastián Bruno Fernández. Il 9 febbraio fa il suo esordio in campionato subentrando al 67' a Joaquin nella partita vinta per 2-1 contro il Levante; la settimana successiva disputa la sua prima partita da titolare, contro l'Athletic Bilbao, venendo sostituito all'81' da Joaquin. Il 19 febbraio fa invece il suo esordio nelle coppe europee, entrando in campo al 78' in sostituzione di Julio Baptista nella partita persa per 1-0 contro il Porto, valida per gli ottavi di finale di Champions League. In totale gioca 14 partite con il Malaga.

#### Vitesse ed Eintracht
Il 1º luglio seguente il Chelsea lo manda in prestito al Vitesse. Qui debutta il 17 agosto, in Roda-Vitesse 1-1. Il 22 settembre mette a segno una doppietta nel 3-0 contro lo Zwolle. Termina la stagione con 29 presenze e ben 11 gol in campionato.
Il 24 luglio 2014 passa in prestito all'Eintracht Francoforte. Con questa maglia ottiene 23 presenze e 2 gol stagionali.

#### Reading e Fulham
Nella stagione 2015-16 passa in prestito al Reading in Football League Championship 2015-2016, con cui ottiene 23 presenze e 3 gol in campionato e 4 presenze e 2 gol nelle coppe nazionali, prima di terminare la stagione da aprile 2016 con la maglia blues che ne detiene il cartellino.
Il 31 agosto 2016 passa in prestito al Fulham fino a gennaio 2017. Al suo esordio con la maglia dei Cottagers, nel match di coppa di lega contro il Bristol City, sigla anche il suo primo gol con il nuovo team. Il prestito viene poi rinnovato sino al termine della stagione, quindi fino al giugno 2017.
Il 14 luglio 2017 torna in prestito ai Cottagers per un'altra stagione.
In due anni mette insieme 58 presenze e 12 gol tra campionato e coppe.

#### Ritorno al Chelsea e prestiti al Chievo ed al Rio Ave
Nell’estate del 2018 torna al Chelsea e disputa 2 partite con la squadra Under-23, venendo convocato saltuariamente in prima squadra ma senza scendere in campo.
Il 31 gennaio 2019 viene ceduto in prestito con diritto di riscatto al Chievo. Debutta in Serie A l'8 febbraio seguente, nel match casalingo contro la Roma. Seguiranno altri scampoli di partita rispettivamente contro Genoa, Sassuolo e Frosinone.
Alla fine del prestito non viene riscattato dai clivensi facendo ritorno al Chelsea. Per la stagione 2019-20 va in prestito biennale ai portoghesi del Rio Ave. Con il club lusitano gioca per due stagioni, fino al 14 gennaio 2021 quando dato il mancato riscatto da parte del club si trasferisce al Braga.

#### Braga e prestito al Botafogo
Dopo aver collezionato 42 presenze in tutte le competizioni per il club Braga, segnando 6 reti, il 10 marzo 2022 viene ufficializzato il suo prestito al Botafogo.

### Nazionale
Ha giocato per la Nazionale brasiliana Under-15 e per l'Under-17: con la prima ha conquistato un secondo posto al Campionato Sudamericano di Calcio Under-15 del 2009, grazie a 10 gol che gli hanno valso il titolo di capocannoniere del torneo, mentre con la seconda segna un gol contro il Paraguay con un tiro dalla distanza e una rete nella partita pareggiata per 3-3 con la Costa d'Avorio, durante il Campionato mondiale di calcio Under-17 2011.

## Statistiche

### Presenze e reti nei club
Statistiche aggiornate al 14 giugno 2025.
| Stagione        | Squadra               | Campionato      | Campionato | Campionato | Coppe nazionali | Coppe nazionali | Coppe nazionali | Coppe continentali | Coppe continentali | Coppe continentali | Altre coppe | Altre coppe | Altre coppe | Totale | Totale |
| Stagione        | Squadra               | Comp            | Pres       | Reti       | Comp            | Pres            | Reti            | Comp               | Pres               | Reti               | Comp        | Pres        | Reti        | Pres   | Reti   |
| --------------- | --------------------- | --------------- | ---------- | ---------- | --------------- | --------------- | --------------- | ------------------ | ------------------ | ------------------ | ----------- | ----------- | ----------- | ------ | ------ |
| 2012-gen. 2013  | Chelsea               | PL              | 1          | 0          | FACup+CdL       | 0+2             | 0               | UCL                | 0                  | 0                  | CS+SU+Cmc   | 0+0+0       | 0           | 3      | 0      |
| gen.-giu. 2013  | Málaga                | PD              | 11         | 0          | CR              | 1               | 0               | UCL                | 2                  | 0                  |             | -           | -           | 14     | 0      |
| 2013-2014       | Vitesse               | ED              | 29         | 11         | CO              | 2               | 0               |                    | -                  | -                  |             | -           | -           | 31     | 11     |
| 2014-2015       | Eintracht Francoforte | BL              | 22         | 2          | DFB-P           | 1               | 0               |                    | -                  | -                  |             | -           | -           | 23     | 2      |
| 2015-2016       | Reading               | FLC             | 23         | 3          | FACup+CdL       | 3+1             | 2+0             |                    | -                  | -                  |             | -           | -           | 27     | 5      |
| 2016-2017       | Fulham                | FLC             | 30         | 5          | FACup+CdL       | 2+1             | 0+1             |                    | -                  | -                  |             | -           | -           | 33     | 6      |
| 2017-2018       | Fulham                | FLC             | 22+1       | 5          | FACup+CdL       | 1+1             | 0+1             |                    | -                  | -                  |             | -           | -           | 23     | 6      |
| Totale Fulham   | Totale Fulham         | Totale Fulham   | 52+1       | 10         |                 | 5               | 2               |                    | -                  | -                  |             | -           | -           | 58     | 12     |
| 2018-gen. 2019  | Chelsea               | PL              | 0          | 0          | FACup+CdL       | 0+0             | 0               | UEL                | 0                  | 0                  | CS          | 0           | 0           | 0      | 0      |
| Totale Chelsea  | Totale Chelsea        | Totale Chelsea  | 1          | 0          |                 | 2               | 0               |                    | 0                  | 0                  |             | 0           | 0           | 3      | 0      |
| gen.-giu. 2019  | ChievoVerona          | A               | 4          | 0          | CI              | -               | -               |                    | -                  | -                  |             | -           | -           | 4      | 0      |
| 2019-2020       | Rio Ave               | PL              | 19         | 2          | CP+CdL          | 1+2             | 1+1             |                    | -                  | -                  |             | -           | -           | 22     | 4      |
| 2020-gen.2021   | Rio Ave               | PL              | 8          | 2          | TP+CdL          | 1+0             | 0+0             | UEL                | 3                  | 0                  |             | -           | -           | 12     | 2      |
| Totale Rio Ave  | Totale Rio Ave        | Totale Rio Ave  | 27         | 4          |                 | 4               | 2               |                    | 3                  | 0                  |             | -           | -           | 34     | 6      |
| gen.-giu.2021   | Braga                 | PL              | 20         | 4          | TP+CdL          | 4+1             | 2+0             | UEL                | 2                  | 0                  |             | -           | -           | 27     | 6      |
| 2021-mar. 2022  | Braga                 | PL              | 10         | 0          | TP+CdL          | 1+0             | 0+0             | UEL                | 4                  | 0                  |             | -           | -           | 15     | 0      |
| Totale Braga    | Totale Braga          | Totale Braga    | 30         | 0          |                 | 1               | 0               |                    | 4                  | 0                  |             | -           | -           | 35     | 0      |
| 2022            | Botafogo              | A               | 17         | 0          | CB              | 2               | 1               |                    | -                  | -                  |             | -           | -           | 19     | 1      |
| 2023            | Botafogo              | A/RJ+A          | 11+1       | 1+0        | CB              | 2               | 0               | CS                 | 0                  | 0                  |             | -           | -           | 14     | 1      |
| Totale Botafogo | Totale Botafogo       | Totale Botafogo | 29         | 1          |                 | 4               | 1               |                    | 0                  | 0                  |             | -           | -           | 33     | 2      |
| 2024-2025       | AVS                   | PL              | 30+2       | 0          | CP+CdL          | 0+0             | 0+0             | -                  | -                  | -                  | -           | -           | -           | 32     | 0      |
| Totale carriera | Totale carriera       | Totale carriera | 261        | 34         |                 | 29              | 9               |                    | 11                 | 0                  |             | 0           | 0           | 301    | 45     |

## Palmarès

### Club

#### Competizioni nazionali
- Coppa del Portogallo: 1

Braga: 2020-2021
- Coppa di Lega portoghese: 1

Braga: 2023-2024

#### Competizioni giovanili
- FA Youth Cup: 1

Chelsea: 2011-2012

### Nazionale
- Campionato sudamericano di calcio Under-17:1

2011
- Torneo di Tolone: 1

2014

### Individuale
- Chelsea Player of the Year: 1

2011-2012